# Budge Rogers
Derek Prior “Budge” Rogers (Bedford, 20 giugno 1939) è un ex rugbista a 15, allenatore di rugby a 15 e dirigente sportivo britannico, già capitano del Bedford e della Nazionale inglese, e presidente della Rugby Football Union.

## Biografia
Rogers visse la sua carriera rugbistica nel pieno dell'era dilettantistica della disciplina: giocò per il Bedford Blues, la squadra della sua città natale, dal 1956 al 1976, scendendo in campo in 485 incontri e marcando 126 mete.
Quasi al termine della sua carriera, a 36 anni, da capitano del Bedford, vinse la Coppa Anglo-Gallese 1974-75 in finale a Twickenham contro il Rosslyn Park davanti a 18 000 spettatori, all'epoca un record.
Dal 1961 al 1969 giocò per la Nazionale inglese, della quale divenne capitano dopo 4 presenze, e fu selezionato anche in due tour dei British Lions, con i quali giocò due test match ufficiali, uno per tour.
Dopo il ritiro si dedicò all'attività tecnica: dal 1977 al 1980 fu la guida dell'Inghilterra U-23 in Canada e in un minitour in Estremo Oriente (Sri Lanka e Giappone); a metà anni ottanta divenne il presidente dell'associazione allenatori.
Dal 2000 al 2001 fu anche presidente della Rugby Football Union e gli fu conferita l'onorificenza di Ufficiale dell'Ordine dell'Impero Britannico (OBE) per il suo contributo allo sport del Paese.